# Științe economice

Țările în funcție de rata de creștere a PIB-ului real în 2016. Țările în roșu se aflau în recesiune.

Științele economice este știința socială care studiază producția, distribuția și consumul de bunuri și servicii.
Științele economice se împart de regulă în două domenii: economie politică și economia afacerilor.
Economia politică cercetează toate relațiile economice din domeniul microeconomiei, ca rezultat al deciziilor raționale ale actorilor individuali (familii, firme) și din domeniul macroeconomiei, ca rezultat al interacțiunii sistematice a tuturor agregatelor unei economii (cererea agregată, investițiile, nivelul prețului).
Economia afacerilor cercetează comportamentul unei unități economice, a unei firme, în condițiile existenței posibilităților și materiilor prime limitate.
Adam Smith, care în anul 1776 a publicat cartea „Avuția națiunilor, cercetare asupra naturii și cauzelor ei“, este considerat fondatorul științelor economice moderne. În această carte el a criticat mercantilismul care a predominat până în acel moment. Opera sa s-a răspândit în Marea Britanie și SUA și exprima pentru prima dată ideea unei noi direcții științifice, pentru cercetarea activităților economice. Smith a implementat în mod special ideile deja existente ale lui Montesquieu despre separarea puterilor și ideile istoricului David Hume despre motivele umane și despre proceduri.
Economia modernă se bazează pe cercetările și publicațiile lui John Maynard Keynes care în opera sa controversată „The Economic Consequences of the Peace“ a criticat plățile reparatorii oferite economiei Germaniei după primul război mondial. Mai presus de toate, teoria sa generală a ocupației forței de muncă, a dobânzii și a banilor a dominat discuțiile despre macroeconomie de-a lungul mai multor secole.
Alături de această economie orientată înspre cerere, de tip keynesian, în a doua jumătate a secolului al XX-lea s-a răspândit și a fost recunoscută o orientare înspre ofertă, monetarismul, care a aparținut economistului Milton Friedman. În domeniul politicii economice, aceste punte de vedere orientate înspre ofertă au fost puse în aplicare de către Margaret Thatcher în Anglia, sub numele de Thatcherismus și de președintele american Ronald Reagan, sub numele de Reaganomics.
În domeniul științelor economice se pornește în prezent de la ideea că nevoile oamenilor sunt teoretic nelimitate. Deoarece mijloacele prin care aceste nevoi pot fi satisfăcute sunt totuși limitate, în mod inevitabil nu pot fi satisfăcute toate nevoile. Bunurile destinate satisfacerii acestor nevoi sunt limitate, economia trebuie să țină cont de acest lucru și să folosească în mod optim bunurile disponibile.

## Vezi și
- Economie